# Гарфилд (тауншип, округ Полк, Миннесота)
Гарфилд (англ. Garfield) — тауншип в округе Полк, Миннесота, США. На 2000 год его население составило 391 человек.

## География
По данным Бюро переписи населения США площадь тауншипа составляет 87,7 км², из которых 85,8 км² занимает суша, а 2,0 км² — вода (2,24 %).

## Демография
По данным переписи населения 2000 года здесь находились 391 человек, 149 домохозяйств и 123 семьи.  Плотность населения —  4,6 чел./км².  На территории тауншипа расположено 167 построек со средней плотностью 1,9 построек на один квадратный километр. Расовый состав населения: 98,21 % белых, 1,28 % коренных американцев и 0,51 % приходится на две или более других рас.
Из 149 домохозяйств в 34,9 % воспитывались дети до 18 лет, в 75,2 % проживали супружеские пары, в 6,0 % проживали незамужние женщины и в 16,8 % домохозяйств проживали несемейные люди. 15,4 % домохозяйств состояли из одного человека, при том 7,4 % из — одиноких пожилых людей старше 65 лет. Средний размер домохозяйства — 2,62, а семьи — 2,94 человека.
25,6 % населения — младше 18 лет, 7,7 % — в возрасте от 18 до 24 лет, 26,1 % — от 25 до 44, 26,6 % — от 45 до 64, и 14,1 % — старше 65 лет. Средний возраст — 40 лет. На каждые 100 женщин приходилось 116,0 мужчин.  На каждые 100 женщин старше 18 приходилось 107,9 мужчин.
Средний годовой доход домохозяйства составлял 32 292 доллара, а средний годовой доход семьи —  35 833 доллара. Средний доход мужчин —  27 813  долларов, в то время как у женщин — 15 625. Доход на душу населения составил 15 760 долларов. За чертой бедности находились 7,6 % семей и 9,7 % всего населения тауншипа, из которых 10,4 % младше 18 и 10,0 % старше 65 лет.